# ベンクト・ストレームグレン

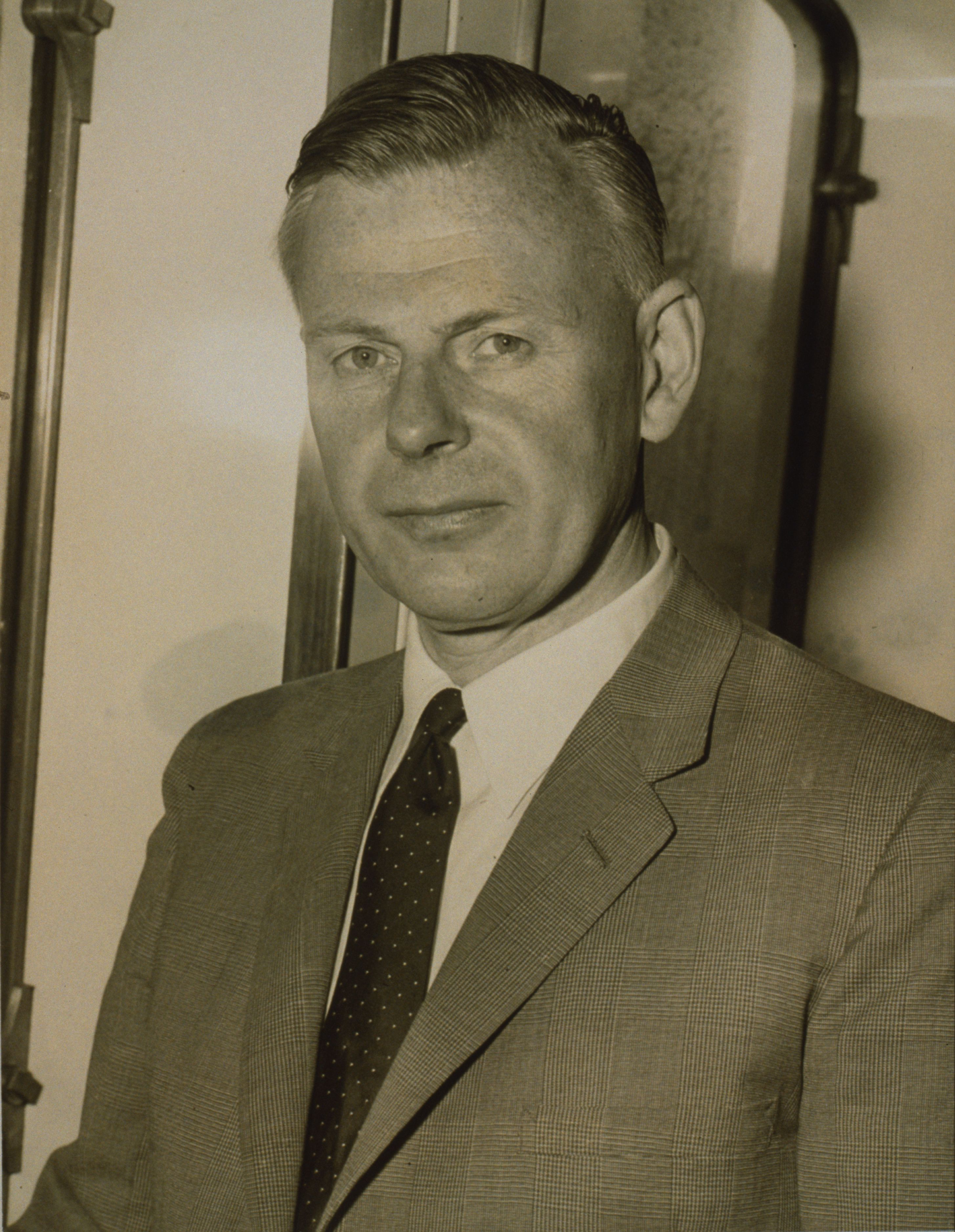
ベンクト・ストレームグレン
（1957年撮影）

ベンクト・ストレームグレン（Bengt Georg Daniel Strömgren、1908年1月21日 - 1987年7月4日）は、デンマークの天体物理学者である。散光星雲（輝線星雲）の発光原因が誕生まもない恒星が発する紫外線によって電離されたHII領域（ストレームグレン球）であることを示した。

## 生涯
天文学者でコペンハーゲン大学教授のエリス・ストレームグレンの息子として生まれた。科学者たちに囲まれて育ち、英才教育を受けた。1929年、21歳で学位を得た。コペンハーゲン大学の講師となり1936年から1年半、シカゴ大学でオットー・シュトルーベのもとで研究し、1940年には父親の後をついで、コペンハーゲン大学の教授になった。1951年に再びアメリカに研究の場を求めて、ヤーキス天文台、マクドナルド天文台の所長になり、1957年から1967年までプリンストン大学の理論宇宙物理学の教授を務めた。1967年にデンマークに帰国した。アメリカ天文学会会長（1966年-1967年）国際天文学連合の会長(1970年-1973年)を務めた。1987年にコペンハーゲンで死去した。
天文学の業績として、1930年代後半、恒星の化学組成が従来考えられていたよりも水素が少なく、ヘリウムが多いことを見出した。1937年にはぎょしゃ座イプシロン星のモデルをジェラルド・カイパー、シュトルーベと共に発表して反響を巻き起こし、現在に至る研究の先鞭を付けた。1940年代初めには恒星の周りの電離した星間物質（ストレームグレン球）を発見した。1950年代、1960年代は光電的な観測技術の先駆的な開発を行い、ストレームグレン測光法を開発した。
彼の死後、新スタートレックの第68話「孤独な放浪者」において、彼に因んだ名前の恒星（ベータ・ストロングレン）が登場する。なお、ベータ・ストロングレンは作中で超新星化する。

## 賞歴
- ブルース・メダル（1959年）
- 王立天文学会ゴールドメダル（1962年）
- ヘンリー・ノリス・ラッセル講師職（1965年）

## エポニム
- 小惑星 (1493) シグリ (Sigrid) - ベンクト・ストレームグレンの妻の名に因む[1]。
- 小惑星 (1846) ベンクト (Bengt)[2]。